# RKO Pictures
A RKO Radio Pictures (atualmente RKO Pictures LLC) é um estúdio de cinema independe que atualmente vem lançando filmes de forma esporádica. No passado foi uma empresa produtora e distribuidora de filmes criada pela Radio Corporation of America (RCA), cujo sistema de som em película (Photophone) tinha sido preterido pelo da rival Western Electric (Vitaphone). Como resposta, a RCA adquiriu a produtora FBO (Film Booking Office of America), que existia desde o início da década, e, a seguir, a rede de salas de cinema Keith-Albee-Orpheum. Em 23 de outubro de 1928, foi confirmada a fusão dessas duas empresas, e assim nasceu a Radio-Keith-Orpheum Corporation, com capital de 300 milhões de dólares. O objectivo era produzir exclusivamente filmes sonoros. RKO já foi considerado um dos grandes estúdios de cinema até seu declínio e refundação no final dos anos 80. 

## Primeiros anos - a década de 1930

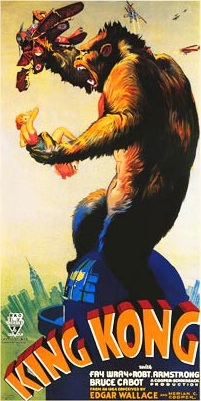
Poster do clássico King Kong, de Merian C. Cooper (1933)

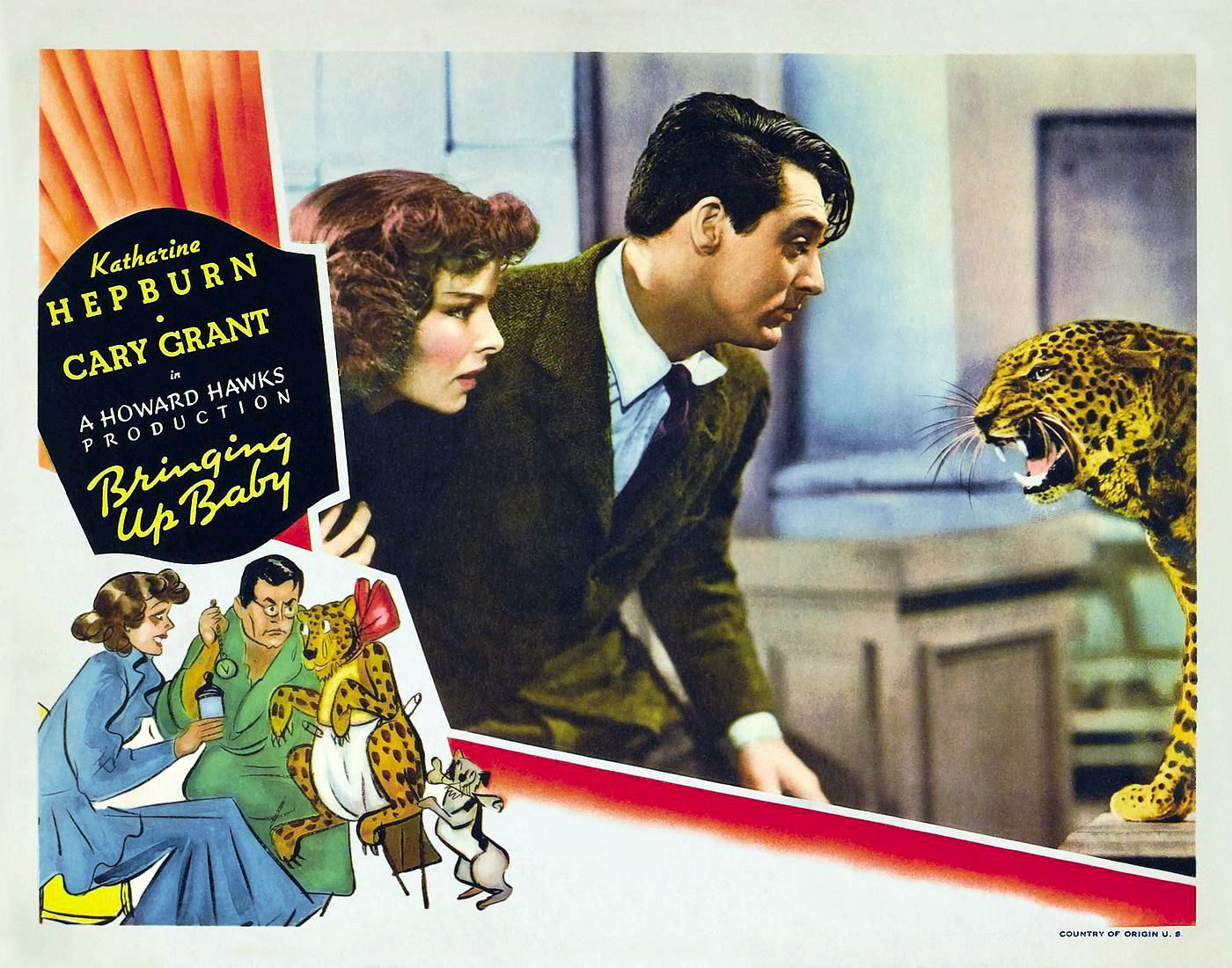
Katherine Hepburn e Cary Grant em Bringing Up Baby, de Howard Hawks (1938), clássico da comédia maluca

Os primeiros anos da empresa, dominados por musicais e comédias cheias de diálogos, foram de algum sucesso, mas os realizadores que trabalhavam para o estúdio não estavam satisfeitos com as condições existentes e, em 1931, a RKO adquiriu a Pathé norte-americana, cujos estúdios e rede de distribuição permitiram aumentar a capacidade de produção e distribuição da RKO. Nesse mesmo ano, David O. Selznick torna-se o responsável pela produção do estúdio e cria uma unidade em que produtores independentes são contratados para produzir um determinado número de filmes, sem qualquer interferência do estúdio, mas em que este dividia os custos de produção em troca dos direitos de distribuição. A estratégia de Selznick passava também por realizar grandes estreias das suas maiores produções e, assim, foi responsável pela construção da maior sala de cinema do mundo, o Radio City Musical Hall, em Nova York. A sala possibilitava a estreia das maiores produções do estúdio, rodeadas de grande publicidade e notoriedade. Infelizmente a estratégia revelou-se bastante cara: quer para o estúdio, que fechou o ano de 1932 com 10 milhões de dólares de prejuízo, quer para Selznick, que, em rota de colisão com Merlin Aylesworth, presidente da companhia, voltou para a MGM.
Merian C. Cooper, um antigo colaborador de Selznick, torna-se o novo responsável pela produção da RKO e o estúdio passa a apostar na produção de filmes de menor orçamento. No entanto, um dos primeiros filmes a sair do estúdio nessa altura é King Kong (realizado pelo próprio Cooper), que estreia no Radio City Music Hall rodeado de grande publicidade e torna-se um dos grandes sucessos do estúdio.
Para além das suas próprias produções, a RKO distribuía ainda os filmes de Walt Disney (curtas e longas-metragens) e as produções de Samuel Goldwyn. Durante a década de 1930, estão sob contracto do estúdio estrelas como Cary Grant, Irene Dunne, Douglas Fairbanks Jr., Fred Astaire, Ginger Rogers e Katharine Hepburn, e embora a RKO não tivesse os recursos financeiros dos concorrentes, seus filmes eram conhecidos pelo estílo e desenho de produção.

## Década de 1940

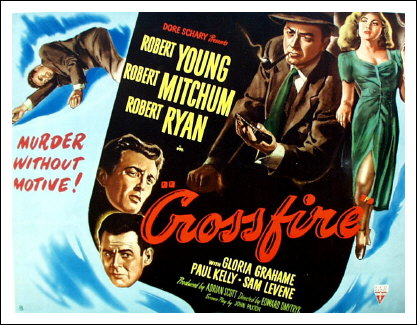
Poster do noir Crossfire, de Edward Dmytryk, o mais lucrativo -- e também o mais controverso --- filme da RKO em 1947

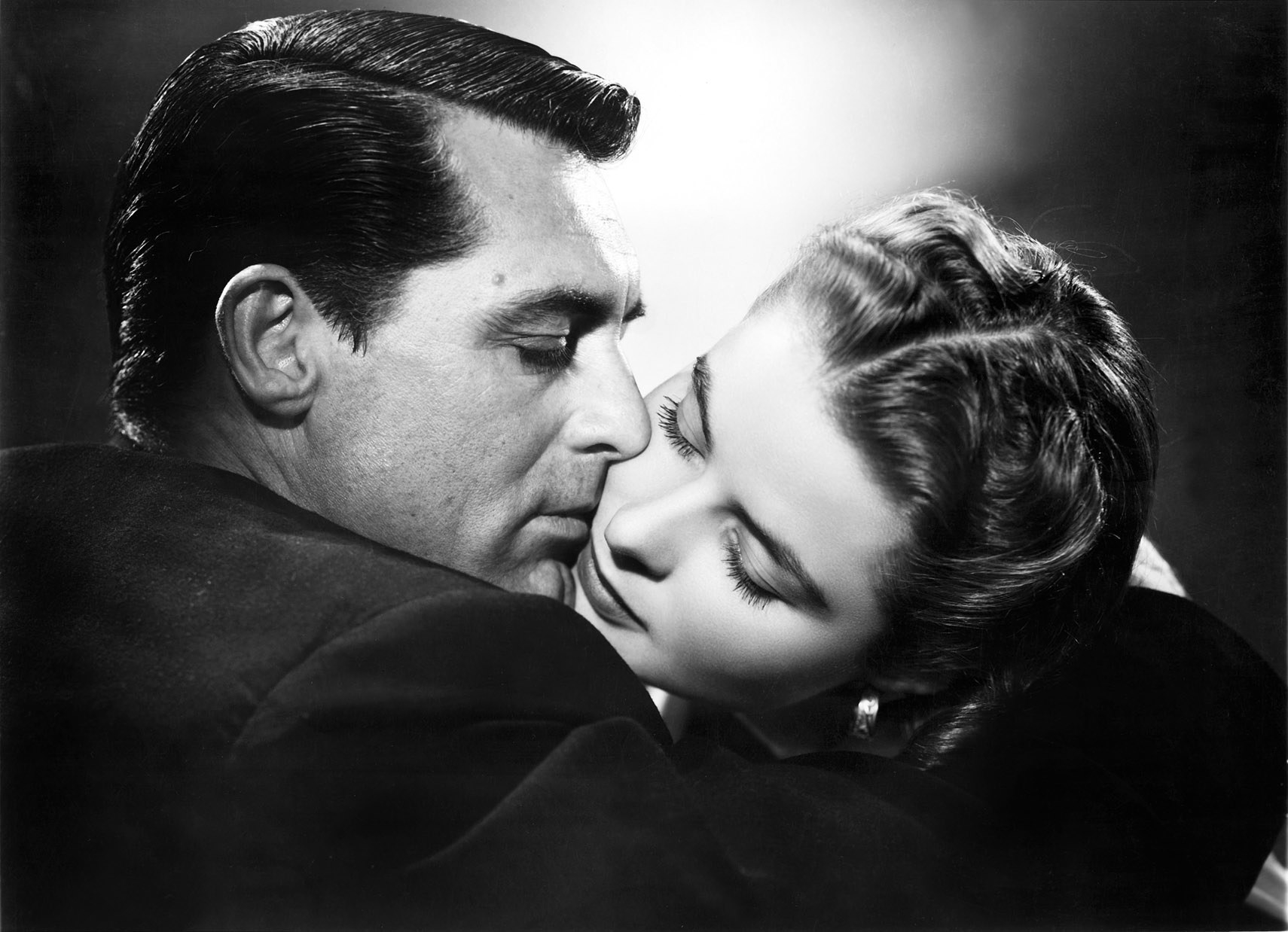
Cary Grant e Ingrid Bergman em Notorious, de Alfred Hitchcock, produção de 1946 do estúdio

No final da década de 1930, e já sob a orientação de George Schaefer, a RKO volta a apostar na qualidade e do estúdio saem filmes como Bringing Up Baby (br:Levada da Breca/pt:As Duas Feras) e Citizen Kane (br:Cidadão Kane/pt: O Mundo a Seus Pés). Mas a política de filmes de prestigio não teve grande sucesso e, a partir de 1942, já sob o comando de Charles Korner, a RKO aposta em secções duplas e em filmes B. Após a morte deste, o seu sucessor, Dore Schary, reaviva algumas práticas de Selznick e volta a apostar em co-produções com produtores independentes, tais como: It's a Wonderful Life (br:A Felicidade Não se Compra/pt:Do Céu Caiu uma Estrela), The Best Years of Our Lives (br:Os Melhores Anos de Nossas Vidas/pt:Os Melhores Anos das Nossas Vidas), Fort Apache (br:Sangue de Heróis/pt:Forte Apache) e She Wore a Yellow Ribbon (br:Legião Invencível/pt:Os Dominadores), entre outras.
Ao contrário dos demais estúdios de Hollywood, em que cada um tinha um género pelo qual era mais conhecido, a RKO não era sinónimo de nenhum género específico; no entanto, é possível identificar um conjunto de filmes que saíram do estúdio e que marcaram a história do cinema durante essa década. Reflexo dos filmes de baixo orçamento que o estúdio produziu durante a década de 1940, o filme noir tornou-se um importante marco do estúdio e os atores que estavam sob seu contracto tornaram-se os mais conhecidos do género: Robert Mitchum, Jane Russell, Robert Ryan, Audrey Totter, George Raft etc.
Em 1948, o milionário Howard Hughes adquire parte do capital da RKO por pouco menos de nove milhões de dólares e o estúdio, ao contrário do que seria de esperar, entra num período conturbado: para além de despedir dois terços dos empregados, as psicoses de Hughes fazem parar a produção durante seis meses, enquanto o milionário investigava o passado político dos restantes. Uma vez retomada a produção, Hughes interferia nas filmagens e ordenava a rodagem de novas cenas sempre que considerava que os atores não se sobressaíam ou que a mensagem anticomunista não era suficientemente explícita.

## Década de 1950 e declínio

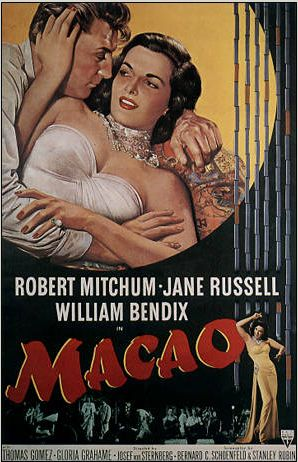
Poster de Macao, lançamento de 1952, creditado a Josef von Sternberg, mas que teve cenas dirigidas também por Nicholas Ray, Mel Ferrer e Robert Stevenson. A estrela Jane Russell era contratada exclusiva de Howard Hughes.

A ordem do tribunal norte-americano de obrigar os estúdios de Hollywood a vender suas salas de cinema afetou também a RKO, que viu a sua frágil situação financeira piorar. Para agravar a situação ainda mais, Hughes dava mais atenção aos seus interesses aeronáuticos do que ao estúdio (o milionário detinha fábricas de aviões e era dono da transportadora aérea TWA) e foi alvo de diversos processos judiciais por má gestão. Aborrecido, Hughes acabou por comprar a maioria das ações da RKO por 24 milhões de dólares, em 1954, e tornou-se a primeira pessoa a ser dona de um dos grandes estúdios de Hollywood. Seis meses depois, Hughes vendeu inesperadamente a RKO à empresa de pneus General Tire and Rubber Company por 25 milhões de dólares, mantendo apenas os direitos sobre os filmes que produziu pessoalmente.
O interesse da General Tire era não tanto nos estúdios, mas nos filmes já produzidos, já que as estações de televisão, inclusive as suas próprias, necessitavam de conteúdos para a sua programação. Sabendo disso, a General Tire logo vendeu os direitos dos cerca de 700 filmes da RKO por quinze milhões de dólares, o que revelava a importância desse tipo de conteúdo. Este negócio permitiu que grande parte dos filmes da RKO, incluindo clássicos do cinema, fossem transmitido regularmente na televisão, o que possibilitou ao público redescobrir essas produções.
A General Tire ainda tentou gerir o estúdio, mas grande parte da produção resumia-se a refilmagens de sucessos anteriores ou filmes B. Anos de má gestão levaram realizadores e produtores a perderem confiança no estúdio e Walt Disney e Samuel Goldwyn acabaram por abandoná-lo. Diante desse cenário, a General Tire decidiu fechar a RKO em janeiro de 1957 e vender os estúdios à produtora televisiva Desilu Productions. Em 1967, a Desilu viria a ser comprada pela Paramount Pictures, que a transformou na Paramount Television. Com o fechamento da produção, os filmes ainda por estrear foram distribuídos, entre 1957 e 1959, por diversos estúdios, entre eles a Warner Bros, a Metro-Goldwyn-Mayer e a Universal Pictures, mas sempre mantendo a indicação de que os direitos de autor continuavam a pertencer à RKO.
O nome do estúdio permaneceu durante os anos, já que a RKO General era a denominação da empresa subsidiária da General Tire para os meios de comunicação e que detinha uma cadeia de emissoras de rádio. Em 1989, a General Tire foi comprada pela alemã Continental Tire, que vendeu a RKO General à empresária Dina Merrill e ao seu marido, o produtor Ted Hartley. Os novos donos, que detêm todos os direitos sobre os logotipos, marcas, argumentos, histórias, refilmagens e sequelas dos filmes da RKO Radio Pictures, ressuscitam a produtora, produzindo remakes de sucessos antigos e peças de teatro. Embora ainda hoje se mantenha ativa, a atual RKO Pictures é uma sombra dos seus tempos áureos, mas a sua história é parte integrante da sétima arte.